# Oronz
Oronz település Spanyolországban, Navarra autonóm közösségben. Oronz Ezcároz – Ezkaroze, Jaurrieta, Esparza és Vidángoz – Bidankoze községekkel határos. Lakosainak száma 51 fő (2024).

## Népesség
A település népessége az elmúlt években az alábbi módon változott:
| Lakosok száma | 57   | 55   | 56   | 47   | 51   | 46   | 46   | 47   | 49   | 51   |
|               | 2001 | 2004 | 2006 | 2009 | 2011 | 2014 | 2016 | 2019 | 2021 | 2024 |